# Friedrich Anton von Wedel-Jarlsberg
Friedrich Anton Graf von Wedel-Jarlsberg (* 9. März 1694; † 29. September 1738) war ein dänischer Generalmajor und Chef des Oldenburgischen Infanterie-Regiments.

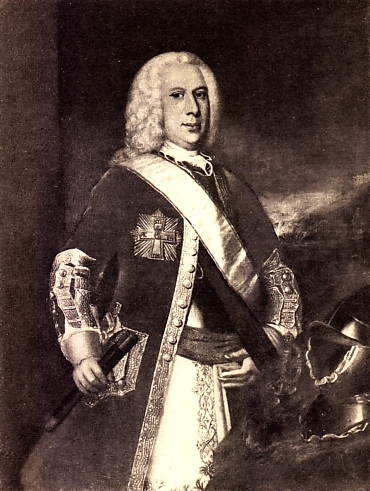
Graf Friedrich Anton von Wedel-Jarlsberg (zwischen 1727 und 1738)

## Leben
Seine Eltern waren der Gouverneur von Oldenburg und Delmenhorst, Georg Ernst Graf von Wedel-Jarlsberg (1666–1717) aus dem Adelsgeschlecht von Wedel und dessen Ehefrau Wilhelmine Juliane von Aldenburg (1665–1746) aus dem Haus Aldenburg-Bentinck.
Er studierte an der Universität Utrecht und wurde am 11. Dezember 1715 Hauptmann im Regiment Prinz Carl. Bereits am 28. Dezember 1715 wurde er in das Jütländische Infanterie-Regiment versetzt und am 24. Dezember 1717 in das Grenadierkorps. Am 13. März 1719 wurde er Oberst und Chef des Oldenburgischen Infanterie-Regiments. Am 19. April 1724 erhielt er den Danebrogorden unter der Devise Deo Pieregi fide et proximo juste.
Im Jahr 1728 kam es zu einem Eklat. Der damalige Hauptmann Praetorius beschuldigte seine Oberst, bei der Beschaffung in die eigene Tasche gewirtschaftet zu haben. Es kam zu einem Kriegsgerichtsverfahren gegen Wedel. Das Gericht bestätigt alle Vorwürfe und Wedel wurde verurteilt. Der König war sein Verwandter, aber am 10. August 1728 erhielt er seine Demission.
Aber am 23. Oktober 1730 wurde er wieder Chef des Grenadierregiments und am 29. November 1731 Brigadier. Mit seinem Regiment wurde er 1732 nach Italien geschickt, um nach Korsika überzusetzen. Bis die Truppe dort ankam, war aber bereits ein Frieden geschlossen. Daher schloss er sich dem General St. Croiz auf einem Feldzug unter José Carrillo de Albornoz, Herzog von Montemar gegen Algier an. Vor Oran wurde er durch einen vergifteten Pfeil verwundet. Seine Abenteuer in Afrika sorgten in Dänemark für aufsehen. Am 22. Juni 1733 wurde er durch den König Christian VI. in Abwesenheit zum dänischen Generalmajor ernannt. Als er im folgenden Jahr zurückkehrte, erhielt er vom König zudem ein wertvolles Schwert mit der Inschrift:  Mancus ubivis Gentium Ceuta Oranunque Quae SIVIT gloriam Virtutis Proemium Rosenburgi. Idus Aprilis MDC-CXXXVI (opbevares endnu på Jarlsberg). Ides Aprilis MDC CXXXVI. Es befindet sich heute im Schloss Jarlsberg. Seit 1731 war er Mitbesitzer von Blei- und Silberminen bei Jarls und ab 1736 alleiniger Besitzer. Er starb aber bereits 1738 vermutlich an den Spätfolgen seiner Verwundung vor Oran.

### Jarlsberg
Bereits am 30. Januar 1717 war sein Vater Georg Ernst von Wedel-Jarlsberg gestorben, sein älterer Bruder Christian Gustav von Wedel-Jarlsberg fiel am 20. Dezember 1712 in der Schlacht bei Gadebusch. So wurde er am 21. Dezember 1717 Erbe seines Großvaters Gustav Wilhelm von Wedel-Jarlsberg (1641–1717) und damit zweite Besitzer der Grafschaft Jarlsberg.

## Familie
Er heiratete am 2. Juni 1717 Louise von Raben (* 9. August 1696; † 1736) Tochter des Geheimrats Johann Otto von Raben zu Stück und Vindeslevgaard und dessen Ehefrau Emerentia von Levetzen. Die Ehe wurde 1727 wieder geschieden.
- Frederik Christian Otto (* 14. Oktober 1718; † 18. November 1776) ⚭ Sophie Rigborg Amalie Huitfeldt (* 21. Oktober 1723; † 17. September 1776) Tochter des Generals Hartvig Huitfeldt († 1748)
- Friedrich Wilhelm (* 7. März 1724; † 22. Februar 1790) ⚭ Charlotte Amalie von Bülow (* 14. März 1719; † 6. September 1780)
- Anton Carl (1726–1726)